# Суворов, Николай Фёдорович
Николай Фёдорович Суворов (6 января 1923, Степной Дворец — 12 февраля 2004, там же) — гвардии старший сержант — на момент представления к награждению орденом Славы 1-й степени.

## Биография
Родился 6 января 1923 года в селе Степной Дворец Кабанского района Бурятии. Член ВКП/КПСС с 1944 года. Работал счетоводом в колхозе.
В Красной армии с марта 1942 года. В боях Великой Отечественной войны с августа 1942 года в должности командира отделения разведки 986-го артиллерийского полка 321-й стрелковой дивизии. Воевал на Сталинградском, Донском, Юго-Западном, 3-м Украинском и 1-м Белорусском фронтах. Участвовал в Сталинградской битве, боях на реке Миус, освобождении Донбасса, Запорожья, Одессы, Люблина, Лодзи, городов-крепостей Познань и Кюстрин, форсировании реки Днепр, Западный Буг, Вислы и Одера. За выполнение заданий командования в боях под Сталинградом награждён медалью «За отвагу».
Командир отделения разведки 185-го гвардейского артиллерийского полка гвардии сержант Суворов 18 июля 1944 года в бою в 4 километрах северо-восточнее посёлка Мацеев обнаружил два наблюдательных пункта, две миномётных и артиллерийскую батареи противника, которые затем были накрыты нашей артиллерией. Принял участие в атаке обороны фашистов и вместе с пехотой ворвался в первую линию траншей противника, при этом уничтожил двух противников, а двух взял в плен и доставил их в штаб полка.
Приказом по 82-й гвардейской стрелковой дивизии № 67/н от 30 июля 1944 года за мужество, проявленное в боях с врагом, гвардии сержант Суворов награждён орденом Славы 3-й степени.
14 января 1945 года при прорыве обороны противника у населённого пункта Геленув Суворов всё время находился на передовой и передавал координаты огневых точек противника. По его целеуказаниям огнём артиллерийской батареи были выведены из строя четыре вражеских танка и две пулемётные точки. Принял участие в атаке пехотных подразделений, при этом сразил четырёх противников.
Приказом по 8-й гвардейской армии № 513/н от 7 марта 1945 года гвардии сержант Суворов награждён орденом Славы 2-й степени.
6 февраля 1945 года в бою за город Познань гвардии сержант Суворов эффективно корректировал огонь батареи. 7 февраля 1945 года из личного оружия уничтожил 18 немцев.
Приказом по 8-й гвардейской армии № 582/н от 15 апреля 1945 года гвардии сержант Суворов награждён вторым орденом Славы 2-й степени.
29 марта 1945 года, находясь в боевых порядках наступающей пехоты, в наступательном бою юго-восточнее города Кюстрин координировал огонь нашей артиллерии, подавившей противотанковое орудие противника. В бою истребил пять пехотинцев, взял в плен 15 противников и доставил в ближайший штаб.
В апреле 1945 года в бою за пригород Берлина — Нойкельн, лично уничтожил противотанковое орудие и около 30 немецких солдат.
1 мая 1945 года в одном из боёв в Берлине был тяжело ранен и отправлен в госпиталь.
Указом Президиума Верховного Совета СССР от 15 мая 1946 года за мужество, отвагу и героизм, проявленные в борьбе с захватчиками, гвардии старший сержант Суворов Николай Фёдорович награждён орденом Славы 1-й степени.
После излечения в госпитале Н. Ф. Суворов продолжал службу в группе советских войск в Германии. В 1947 году демобилизован. Вернулся в родное село. В 1960 году окончил двухгодичную партийную школу в городе Улан-Удэ. Работал председателем колхоза «Красный партизан», председателем сельского Совета, директором Селенгинской охотоведческой базы Кабанского района, жил в селе Степной Дворец. Скончался 12 февраля 2004 года.
Награждён четырьмя орденами Славы, орденом Отечественной войны 1-й степени, орденом Красной Звезды, медалями.